# رابطة فاشية إمبراطورية
الرابطة الفاشية الإمبراطورية هي حركة سياسية بريطانية فاشية أسسها أرنولد ليسي عام 1929 بعد انفصاله عن الفاشيين البريطانيين. تضمنت الحركة ذراعًا شبه عسكرية من ذوي الياقات السوداء وأطلق عليها اسم الفيلق الفاشي الذي صُمم على غرار الفاشية الإيطالية. تبنت المجموعة معاداة السامية وهيمنة العرق الآري في دولة نقابية فاشية عنصرية، لا سيما بعد لقاء ليسي بيوليوس شترايشر مروج الدعاية النازية، وناشر العنصرية الفتّاكة في صحيفة دير شتومر؛ تلقت المجموعة لاحقًا وبصورة غير مباشرة تمويلًا من النازيين. رغم أن عدد أعضاء المجموعة تراوح بين 150 و500 عضو، كانت صورتها العامة أعلى مما يصوره عدد أعضائها.
بعد رفض الرابطة الفاشية الإمبراطورية عرضًا بالاندماج مع الاتحاد البريطاني للفاشيين عام 1932، لاختلاف في السياسات، صعّد الاتحاد البريطاني للفاشيين حملةً ضد الرابطة الإمبراطورية الفاشية، خربت هذه الحملة اجتماعات الرابطة بشكل مادي وافتعلت خططًا كاذبة تظهر أن الرابطة الفاشية الإمبراطورية تخطط لمهاجمة مقرات الاتحاد البريطاني للفاشيين، الأمر الذي مُرر إلى الحكومة البريطانية.
عاشت الرابطة الفاشية الإمبراطورية مرحلة انحسار شديد إبان اشتعال الحرب العالمية الثانية وذلك بعد إعلان ليسي تأييده للملك والدولة، الأمر الذي لم يرق للأعضاء المناصرين لألمانيا. ومع ذلك، اعتُقل ليسي تحت قوانين الأمن المتعلقة بالحرب، ولم يُعاد تشكيل الرابطة الفاشية الإمبراطورية بعد الحرب.

## الأصول
كان ليسي في الأصل عضوًا من الفاشيين البريطانيين وفي الواقع كان واحدًا من عضوين فقط يشغل منصب منتخب عنهم (بصفته عضو مجلس في ستامفورد). ومع ذلك، انفضل عن الفاشيين البريطانيين عام 1927 ورحل إلى لندن حيث أسس عام 1929 كلًا من الرابطة الفاشية الإمبراطورية وصحيفتها الفاشي. أضيفت الفيالق الفاشية، وهي ذراع شبه عسكرية من ذوي الياقات السوداء، لاحقًا تحت قيادة ليسلي إتش. شيرارد. ناصرت المجموعة مبدئيًا سياسات مثل النقابوية والإصلاح النقدي وسحب الجنسية من اليهود. لم يتجاوز عدد أعضائها الخمسمئة عضو وقد يكون هذه العدد لا يتجاوز المئة وخمسين عضوًا. كانت المجموعة مبدئيًا تحت قيادة العميد إيرسكن تولوش رغم أن السلطة الحقيقية كانت بيد ليسي الذي تأكد منصبه بصفته المدير العام عام 1932. شغل هنري هاميلتون بيميش، رئيس منظمة بريتونز، منصب نائب رئيس الرابطة الإمبراطورية الفاشية وكان متحدثًا اعتياديًا في الأحداث التي تقيمها الرابطة.

## الاشتراكية القومية
ابتعدت الرابطة الفاشية الإمبراطورية بعد فترة وجيزة عن الفاشية الإيطالية (استخدمت في الأساس الفاسيز شعارًا لها) بعد لقاء ليسي بناشر الدعاية النازية يوليوس شتريشر في ألمانيا. بعد فترة قصيرة أصبحت معاداة السامية السمة المركزية لسياسة الرابطة الفاشية الإمبراطورية وبرنامجها الجديد، الدولة النقابية الفاشية العرقية، التي تؤكد على هيمنة العرق الآري. غيرت الرابطة الفاشية الإمبراطورية علمها بحيث يظهر علم الاتحاد مضافًا إليه الصليب المعقوف. نتيجةً لهذا التغيير تمتعت الرابطة الفاشية الإمبراطورية بصورة عليا أكثر مما يظهره عدد أعضائها، وبجزء كبير بسبب التمويل الذي كانت تتلقاه الرابطة من ألمانيا النازية عن طريق مراسل صحيفة فولكشر بيوباختر الدكتور هانس فيلهلم ثوست. في الواقع، بحلول منتصف ثلاثينيات القرن الماضي، انقلبت الرابطة الفاشية الإمبراطورية على النموذج الإيطالي بشكل كبير إذ وصفت بينيتو موسوليني بأنه مناصر للسامية، مدعيةً أن الحرب الإيطالية الإثيوبية الثانية كانت من تنظيم اليهود.